# Kevin Campbell
Kevin Joseph Campbell (Lambeth, 4 februari 1970 – 15 juni 2024) was een Engels betaald voetballer die bij voorkeur als centrumspits speelde. Campbell speelde gedurende zijn loopbaan onder andere voor Arsenal, Nottingham Forest, Everton en West Bromwich Albion. Campbell scoorde 83 doelpunten in de Premier League.

## Clubcarrière

### Arsenal
Campbell debuteerde als profvoetballer bij Arsenal in 1988, als geboren Londenaar. Hij groeide op in Lambeth, een Londense wijk. In zijn eerste seizoen werd Campbell uitgeleend aan Leyton Orient en Leicester City, maar daarna bloeide de centrumspits helemaal open. Nergens in zijn verdere loopbaan zou Campbell meer doelpunten scoren als bij Arsenal. Campbell, een jeugdproduct van Arsenal, scoorde 46 keer in 228 competitiewedstrijden. 
Campbell veroverde met Arsenal onder leiding van manager George Graham de landstitel in het seizoen 1990/1991, de FA Cup en EFL Cup in 1993 en de Europacup II in 1994. In de finale was Arsenal – destijds met een ijzersterke achterhoede – te sterk voor Parma (1-0). Een doelpunt van aanvaller Alan Smith maakte het verschil. Campbell speelde de hele wedstrijd rechts op het middenveld. Paul Merson was zijn aanvalspartner op de linkerflank. 
Uiteindelijk zou de komst van John Hartson en Dennis Bergkamp ervoor zorgen dat Campbell minder aan spelen toekwam. In 1995 zou hij Arsenal verlaten.

### Nottingham Forest
Na zeven seizoenen verliet Campbell zijn jeugdclub Arsenal en trok in de zomer van 1995 naar Nottingham Forest voor een bedrag van £ 2.800.000. Campbell promoveerde met Forest naar de Premier League in 1998. In drie seizoenen bij Forest trof de spits 32 maal doel in 80 competitiewedstrijden. Hij speelde bij Forest samen met de Nederlanders Bryan Roy en Pierre van Hooijdonk. 

### Trabzonspor
In de zomer van 1998 verhuisde Campbell naar Turkije, waar hij een contract tekende bij Trabzonspor. Campbell ontbond zijn contract reeds in februari 1999 omdat de voorzitter van Trabzonspor, Mehmet Ali Yilmaz, zich meermaals racistisch had uitgelaten. Yilmaz noemde Campbell een "kannibaal" en "verkleurd". Campbell scoorde vijf maal in 17 competitieduels. 

### Everton
Campbell keerde terug naar Engeland en tekende een contract bij Everton, dat £ 3.000.000 voor hem betaalde aan Trabzonspor. 
Campbell was meteen een vaste waarde bij Everton en droeg er het rugnummer 9. Campbell verloor gestadig zijn vaste stek in het elftal aan Tomasz Radzinski, maar het was de jonge Wayne Rooney die hem vanaf het seizoen 2003/2004 helemaal naar het achterplan verdrukte. Na dat seizoen verkaste Rooney naar Manchester United op vraag van manager Sir Alex Ferguson, waardoor Campbell weer uitzicht had op meer speelkansen. Campbell kreeg die kansen echter niet. Marcus Bent en Duncan Ferguson kwamen gedurende het seizoen 2004/2005 vaker aan spelen toe. 

### Latere carrière
Campbell vertrok in de winter transfervrij naar Premier League-club West Bromwich Albion, maar wist er in het voorjaar slechts drie keer te scoren uit 18 competitiewedstrijden. Het daaropvolgende seizoen werd hij aanvoerder en mocht hij 19 keer starten. Hij vond slechts drie keer de weg naar doel. Campbell verliet The Hawthorns in augustus 2006 en tekende een contract bij Cardiff City.
Campbell beëindigde zijn loopbaan in mei 2007. Hij was auteur van vier hattricks in de Premier League en speelde net geen 500 officiële wedstrijden.
Hij overleed op 15 juni 2024 na een kort ziekbed op 54-jarige leeftijd.

## Erelijst
| Competitie                         |         |            |
| Competitie                         | Aantal  | Jaren      |
| Arsenal                            | Arsenal | Arsenal    |
| ---------------------------------- | ------- | ---------- |
| Engels landskampioenschap          | 1x      | 1990/91    |
| FA Cup                             | 1x      | 1992/93    |
| EFL Cup                            | 1x      | 1992/93    |
| Europacup II                       | 1×      | 1993/94    |
| Nottingham Forest                  |         |            |
| First Division / Championship      | 1×      | 1997/98    |
| Individueel                        |         |            |
| Premier League Player of the Month | 1×      | april 1999 |

## Persoonlijk leven
Zijn zoon Tyrese speelt als aanvaller bij Sheffield United . 
Op 15 juni 2024 overleed hij. 